# Cephalodella tantilloides
Cephalodella tantilloides är en hjuldjursart som beskrevs av Hauer 1935. Cephalodella tantilloides ingår i släktet Cephalodella och familjen Notommatidae. Inga underarter finns listade i Catalogue of Life.